# José Valentín Caeiro Igós
José Valentín Caeiro Igós (Hondarribia, Guipúscoa, 14 de febrer de 1925 - Ferrol, La Corunya, 14 de gener de 1981) va ser un futbolista i entrenador basc. Va jugar de davanter a Primera Divisió espanyola amb la Reial Societat i el València CF, i a la Primera Divisió de França amb l'Stade Rennais FC. Com a entrenador, va dirigir el Racing de Ferrol, el Pontevedra CF, el Real Jaén, la SD Ponferradina i l'Arosa SC.

## Clubs com a jugador
| Club                  | Període   |
| --------------------- | --------- |
| Racing Club de Ferrol | 1944-1948 |
| Reial Societat        | 1948-1951 |
| València C. F.        | 1951-1952 |
| Hèrcules C. F.        | 1952-1953 |
| Stade Rennais F. C.   | 1953-1957 |
| Racing Club de Ferrol | 1958-1959 |

## Palmarès
Com a jugador, amb la Reial Societat:
- Segona Divisió (1): 1948-49